# Myrmelastes schistaceus
El hormiguero pizarroso (en  Perú) (Myrmelastes schistaceus), también denominado hormiguero ribereño (en Colombia) u hormiguero de hombros plomizos, es una especie de ave paseriforme de la familia Thamnophilidae perteneciente al género Myrmelastes. Hasta recientemente hizo parte del género Schistocichla, que fue todo integrado a Myrmelastes en 2013. Es nativo del occidente de la cuenca del Amazonas en América del Sur.

## Distribución y hábitat
Se distribuye en el sur de Colombia (Putumayo, sur de Caquetá, Amazonas), noreste de Ecuador (Sucumbíos), este de Perú (este de Loreto, Ucayali) y centro oeste de la Amazonia brasileña (centro oeste de Amazonas, extremo oeste de Acre).
Esta especie es considerada poco común en su hábitat natural: el sotobosque de selvas húmedas de terra firme, hasta los 300 m de altitud.

## Sistemática

### Descripción original
La especie M. schistaceus fue descrita por primera vez por el zoólogo británico Philip Lutley Sclater en 1858 bajo el nombre científico Hypocnemis schistacea; la localidad tipo es «Río Yavarí, Loreto, Perú».

### Etimología
El nombre genérico masculino «Myrmelastes» se compone de las palabras del griego «murmēx» que significa ‘hormiga’ y «lastēs» que significa ‘asaltante’; y el nombre de la especie «schistaceus» en latín significa ‘gris pizarroso’.

### Taxonomía
Esta especie estaba anteriormente colocada en el género Percnostola y posteriormente en Schistocichla. Los amplios estudios de Isler et al. 2013 en relación con el género Myrmeciza, demostraron que Myrmeciza hyperythra se encontraba agrupada dentro del grupo de especies que entonces formaban el género Schistocichla (entre las cuales la presente) y que todo este grupo estaba hermanado a Sclateria naevia. A todo este grupo lo denominaron un «clado Sclateria», dentro de una tribu Pyriglenini. Para resolver esta cuestión taxonómica, propusieron agrupar M. hypeythra y Schistocichla en el género resucitado Myrmelastes. En la Propuesta N° 628 al (SACC), se aprobó este cambio, junto a todos los otros envolviendo el género Myrmeciza.
Es monotípica.